# Underslæb
 Denne artikel omhandler overvejende eller alene danske forhold. Hjælp gerne med at gøre artiklen mere almen.
Underslæb er en kriminel handling, som går ud på at tilegne sig genstande, der helt eller delvist tilhører andre, men som man lovligt er i besiddelse af. Underslæb adskiller sig derved fra tyveri ved, at man allerede er i lovlig besiddelse af det tilegnede. 

## Straffeloven
Handlingen er strafbar efter straffelovens § 278:
§ 278. For underslæb straffes den, som for derigennem at skaffe sig eller andre uberettiget vinding
1) tilegner sig en fremmed rørlig ting, der er i hans varetægt, uden at forholdet falder ind under § 277,
2) fragår modtagelsen af pengelån eller andet lån til eje eller af en ydelse, for hvilken der skal svares vederlag,
3) uretmæssig forbruger ham betroede penge, selv om han ikke var forpligtet til at holde disse afsondrede fra sin egen formue.
Stk. 2. Bestemmelsen i stk. 1, nr. 1, omfatter ikke dispositioner over købte genstande, med hensyn til hvilke en sælger har forbeholdt sig ejendomsret, indtil købesummen er betalt.